# Herman Ludin Jansen

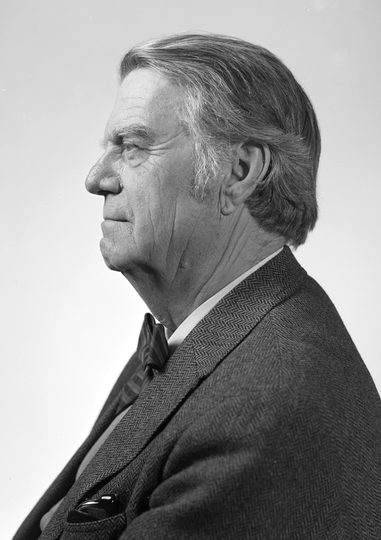
Herman Ludin Jansen, 1974

Herman Ludin Jansen (* 8. Juni 1905 in Halden (Norwegen); † 17. Juli 1986 in Oslo) war ein norwegischer Theologe und Religionshistoriker.
Jansen promovierte 1940 über die Henochgestalt. 1952 wurde er Professor für Neues Testament. Von 1953 bis 1975 war er Professor für Religionswissenschaft an der Universität Oslo. Er wurde 1975 emeritiert.
Er beschäftigte sich vornehmlich mit den Religionen des Nahen Ostens, dem Gnostizismus und den Nag-Hammadi-Schriften. Außerdem veröffentlichte er Arbeiten über Meister Eckhart und übersetzte Teile des Werkes Plotins ins Norwegische.

## Werke (Auswahl)
- Die Politik Antiochos' des IV, Oslo: Dybwad, 1943
- Die spätjüdische Psalmendichtung, ihr Entstehungskreis und ihr "Sitz im Leben", Oslo: Dybwad, 1937
- Die Henochgestalt, Oslo: Dybwad, 1939